# Chantal Baudaux
Chantal Baudaux  (Caracas, Venezuela, 1980. január 4. –) venezuelai színésznő, modell.

## Élete
Chantal Baudaux 1980. január 4-én született Caracasban. Édesanyja spanyol, édesapja francia. Karrierjét 1998-ban kezdte. 2002-ben Gloriát alakította a Júdás asszonya című sorozatban. 2008-ban hozzáment Alberto Morlához.

## Filmográfia
| Év   | Cím                                | Szerep                              |
| ---- | ---------------------------------- | ----------------------------------- |
| 1998 | Hoy te vi                          | Jessica Linares Urdaneta            |
| 2000 | Mis 3 hermanas                     | Beatriz Estrada Rossi               |
| 2001 | Carissima                          | Adriana Libordo                     |
| 2002 | Júdás asszonya (La mujer de Judas) | Gloria Leal / Gloria Rojas del Toro |
| 2003 | La Cuaima                          | Alfonsina Rossi                     |
| 2004 | Negra consentida                   | Viviana Altúnez Meaño               |
| 2004 | Natalia de 8 a 9                   | Natalia                             |
| 2005 | Amantes                            | Isabel Sarmiento                    |
| 2007 | Dr. G y las Mujeres                |                                     |
| 2007 | Señor Presidente                   | Camila Canales                      |
| 2008 | Pensión Amalia                     | Cristina                            |
| 2009 | Calle luna, Calle sol              | Gabriela Bustamante                 |
| 2014 | Misterios del corazón              | Claudia Martínez de Andrade         |